# راتمیریتسه
راتمیریتسه (به لاتین: Ratměřice) یک منطقهٔ مسکونی در جمهوری چک است که در ناحیه بنشوو واقع شده‌است. راتمیریتسه ۹٫۵۴ کیلومتر مربع مساحت و ۲۶۳ نفر جمعیت دارد و ۴۹۸ متر بالاتر از سطح دریا واقع شده‌است.